# Rio Aranca
O Rio Aranca é um rio da Romênia afluente do rio Tisa, localizado nos distritos de Arad e Timiş.